# Elecciones municipales de 2011 en Asturias
En este artículo se detallan los resultados de las elecciones municipales de España de 2011, centrándose en los municipios de la comunidad autónoma del Principado de Asturias

## Asturias
| Partido | votos | % votos | Concejales                                                          |
| --- | --- | --- | ------------------------------------------------------------------- |
| Partido Socialista Obrero Español Partido Popular Foro Asturias Izquierda Unida-Los Verdes Unión Progreso y Democracia Independientes de Asturias Bloque por Asturies-Unidá Nacionalista Asturiana Asamblea de Ciudadanos por la Izquierda-Frente de la Izquierda Unión Renovadora Asturiana-Partíu Asturianista Plataforma Vecinal de la Fresneda Unión Social Progresista de Corvera Los Verdes-Grupo Verde Conceyu Astur Agrupación Social Independiente de Avilés Partido Comunista de los Pueblos de España Partido Independiente de Siero Candidatura Independiente de Soto del Barco Conceyu Abiertu Alternativa por Tapia Bloque Independiente de Bimenes Conceyu d'Unidá Popular de Xixón Asturianistes por Nava Agrupación Independiente de Grado Asturias Gijoneses Democracia Nacional Independientes por Noreña Progreso Municipal de Sariego Unidad Praviana Unión Independiente de Carreño Carreño Unido Alternativa Socialista de Ibias Agrupación de Electores Independientes de Las Regueras Independientes por Teverga Conceyu Abiertu por Noreña Partido Independiente de Parres Agrupación Morciniega Independiente Partido Progresista de Belmonte de Miranda Grandaleses | 178.896 142.090 121.713 80.245 12.974 5.990 5.368 4.467 3.786 3.032 1.900 1.860 1.746 1.366 1.358 1.356 1.333 1.321 1.130 813 761 727 723 699 687 652 639 515 485 448 406 315 307 294 267 244 176 106 105 | 29,87% 23,73% 20,32% 13,4% 2,17% 1% 0,9% 0,75% 0,63% 0,51% 0,32% 0,31% 0,29% 0,23% 0,22% 0,19% 0,14% 0,13% 0,12% 0,11% 0,09% 0,08% 0,07% 0,05% 0,04% 0,03% 0,02% | 382 220 158 118 0 6 2 0 3 2 4 0 1 0 1 0 6 0 4 7 0 3 2 0 3 6 1 3 2 1 |

### Allande
- Alcalde: José Antonio Mesa Pieiga (PSOE)
- Gobierno municipal: PSOE

| Partido                                                         | votos       | % votos          | Ediles |
| --------------------------------------------------------------- | ----------- | ---------------- | ------ |
| Partido Socialista Obrero Español Foro Asturias Partido Popular | 839 355 176 | 60,06 25,41 12,6 | 7 3 1  |

### Aller
- Alcalde: David Moreno Bobela (PSOE)
- Gobierno municipal: PSOE (en minoría)

| Partido                                                                                    | votos                   | % votos               | Ediles  |
| ------------------------------------------------------------------------------------------ | ----------------------- | --------------------- | ------- |
| Partido Socialista Obrero Español Partido Popular Izquierda Unida-Los Verdes Foro Asturias | 2.670 2.122 1.358 1.096 | 35,2 27,97 17,9 14,45 | 7 5 3 2 |

### Amieva
- Alcalde: José Félix Fernández Fernández (FAC)
- Gobierno municipal: FAC y PP

| Partido                                                         | votos       | % votos         | Ediles |
| --------------------------------------------------------------- | ----------- | --------------- | ------ |
| Partido Socialista Obrero Español Foro Asturias Partido Popular | 243 195 127 | 41,9 33,62 21,9 | 3 1    |

### Avilés
- Alcalde: Pilar Varela Díaz (PSOE)
- Gobierno municipal: PSOE (en minoría)

| Partido                                                                                    | votos                    | % votos                 | Ediles |
| ------------------------------------------------------------------------------------------ | ------------------------ | ----------------------- | ------ |
| Partido Socialista Obrero Español Foro Asturias Partido Popular Izquierda Unida-Los Verdes | 14.864 9.398 9.201 5.222 | 33,83 21,39 20,94 11,89 | 10 6 3 |

### Belmonte de Miranda
- Alcalde: Rosa María Rodríguez González (PSOE)
- Gobierno municipal: PSOE

| Partido | votos           | % votos                | Ediles |
| --- | --------------- | ---------------------- | ------ |
| Partido Socialista Obrero Español Partido Popular Foro Asturias Partido Progresista de Belmonte de Miranda | 593 311 188 106 | 47,06 24,68 14,92 8,41 | 5 2 1  |

### Bimenes
- Alcalde: José Emilio González Aller (BIB) (+; hasta el 4 de junio de 2012)

Alejandro Canteli Rozada (BIB) (desde el 4 de junio de 2012)
- Gobierno municipal: BIB

| Partido                                                                                                   | votos       | % votos          | Ediles |
| --- | ----------- | ---------------- | ------ |
| Bloque Independiente de Bimenes Izquierda Unida-Los Verdes Unión Renovadora Asturiana-Partíu Asturianista | 761 129 110 | 59,27 10,05 8,57 | 7 1    |

### Boal
- Alcalde: José Antonio Barrientos González (PSOE)
- Gobierno municipal: PSOE (en minoría)

| Partido                                                                                    | votos           | % votos                 | Ediles |
| ------------------------------------------------------------------------------------------ | --------------- | ----------------------- | ------ |
| Partido Socialista Obrero Español Partido Popular Foro Asturias Izquierda Unida-Los Verdes | 516 326 268 157 | 40,06 25,31 20,81 12,19 | 4 2 1  |

### Cabrales
- Alcalde: José Antonio Pérez Prieto (FAC) (hasta el 18 de enero de 2013)

Carlos Javier Puente Fernández (FAC) (desde el 18 de enero de 2013)
- Gobierno municipal: FAC y PP

| Partido                                                         | votos       | % votos          | Ediles |
| --------------------------------------------------------------- | ----------- | ---------------- | ------ |
| Partido Socialista Obrero Español Foro Asturias Partido Popular | 687 393 392 | 41,89 23,96 23,9 | 5 3    |

### Cabranes
- Alcalde: Alejandro Vega Riego (PSOE) (hasta el 21 de diciembre de 2012)

Benjamín Prida Cuesta (PSOE) (desde el 21 de diciembre de 2012)
- Gobierno municipal: PSOE

| Partido                                         | votos  | % votos    | Ediles |
| ----------------------------------------------- | ------ | ---------- | ------ |
| Partido Socialista Obrero Español Foro Asturias | 619 87 | 80,6 11,33 | 8 1    |

### Candamo
- Alcalde: José Antonio García Vega (PSOE)
- Gobierno municipal: PSOE

| Partido                                                                    | votos       | % votos           | Ediles |
| -------------------------------------------------------------------------- | ----------- | ----------------- | ------ |
| Partido Socialista Obrero Español Foro Asturias Izquierda Unida-Los Verdes | 737 305 202 | 54,23 22,44 14,86 | 7 3 1  |

### Cangas de Onís
- Alcalde: José Manuel González Castro (PP)
- Gobierno municipal: PP y FAC

| Partido                                                         | votos         | % votos           | Ediles |
| --------------------------------------------------------------- | ------------- | ----------------- | ------ |
| Partido Socialista Obrero Español Partido Popular Foro Asturias | 1.716 998 899 | 43,94 25,56 23,02 | 6 4 3  |

### Cangas del Narcea
- Alcalde: José Luis Fontaniella González (PP)
- Gobierno municipal: PP y PSOE

| Partido                                                                                    | votos                 | % votos                | Ediles  |
| ------------------------------------------------------------------------------------------ | --------------------- | ---------------------- | ------- |
| Izquierda Unida-Los Verdes Partido Popular Partido Socialista Obrero Español Foro Asturias | 2.493 2.061 1.907 773 | 31,04 25,66 23,74 9,62 | 6 5 4 2 |

### Caravia
- Alcalde: María Salomé Samartino Pérez (PP)
- Gobierno municipal: PP y FAC

| Partido                                                         | votos      | % votos           | Ediles |
| --------------------------------------------------------------- | ---------- | ----------------- | ------ |
| Partido Socialista Obrero Español Partido Popular Foro Asturias | 135 116 92 | 34,44 29,57 23,47 | 3 2    |

### Carreño
- Alcalde: Manuel Ángel Riego González (PSOE)
- Gobierno municipal: PSOE (en minoría)

| Partido | votos                               | % votos                                   | Ediles  |
| --- | ----------------------------------- | ----------------------------------------- | ------- |
| Partido Socialista Obrero Español Partido Popular Foro Asturias Izquierda Unida-Los Verdes Unión Independiente de Carreño Carreño Unido Unidá Nacionalista Asturiana-Bloque por Asturies Partido Comunista de los Pueblos de España | 1.805 1.416 664 521 448 406 351 343 | 28,91 22,68 10,63 8,34 7,17 6,5 5,62 5,49 | 6 4 2 1 |

### Caso
- Alcalde: Tomás Cueria González (PSOE)
- Gobierno municipal: PSOE (en minoría; con el apoyo de IU-LV en la investidura)

| Partido                                                                                    | votos           | % votos                 | Ediles |
| ------------------------------------------------------------------------------------------ | --------------- | ----------------------- | ------ |
| Partido Socialista Obrero Español Foro Asturias Partido Popular Izquierda Unida-Los Verdes | 424 298 297 264 | 31,59 22,21 22,13 19,67 | 3 2    |

### Castrillón
- Alcalde: Ángela Rosa Vallina de la Noval (IU-LV)
- Gobierno municipal: IU-LV (en minoría)

| Partido                                                                                    | votos                   | % votos                | Ediles  |
| ------------------------------------------------------------------------------------------ | ----------------------- | ---------------------- | ------- |
| Izquierda Unida-Los Verdes Partido Popular Foro Asturias Partido Socialista Obrero Español | 4.136 3.533 2.279 1.680 | 31,52 27,08 17,37 12,8 | 8 6 4 3 |

### Castropol
- Alcalde: José Ángel Pérez García (PSOE)
- Gobierno municipal: PSOE

| Partido                                                         | votos         | % votos           | Ediles |
| --------------------------------------------------------------- | ------------- | ----------------- | ------ |
| Partido Socialista Obrero Español Partido Popular Foro Asturias | 1.425 537 248 | 59,47 22,41 10,35 | 7 3 1  |

### Coaña
- Alcalde: Salvador Méndez Méndez (PP)
- Gobierno municipal: PP

| Partido                                           | votos     | % votos     | Ediles |
| ------------------------------------------------- | --------- | ----------- | ------ |
| Partido Popular Partido Socialista Obrero Español | 1.497 487 | 66,24 21,55 | 9 2    |

### Colunga
- Alcalde: José Rogelio Pando Valle (PSOE)
- Gobierno municipal: PSOE

| Partido                                                         | votos         | % votos           | Ediles |
| --------------------------------------------------------------- | ------------- | ----------------- | ------ |
| Partido Socialista Obrero Español Partido Popular Foro Asturias | 1.128 640 490 | 46,24 26,24 20,09 | 6 3 2  |

### Corvera de Asturias
- Alcalde: José Luis Vega Suárez (PSOE)
- Gobierno municipal: PSOE e IU-LV

| Partido | votos                       | % votos                     | Ediles  |
| --- | --------------------------- | --------------------------- | ------- |
| Partido Socialista Obrero Español Unión Social Progresista de Corvera Izquierda Unida-Los Verdes Foro Asturias Partido Popular | 2.380 1.860 1.417 1.223 732 | 27,63 21,59 16,45 14,66 8,5 | 6 4 3 1 |

### Cudillero
- Alcalde: Francisco González Méndez (PSOE) (hasta el 2 de junio de 2012)

Gabriel López Fernández (PSOE) (del 2 de junio de 2012 al 30 de diciembre de 2012)
Nuria Álvarez García (PSOE) (en funciones; del 30 de diciembre de 2012 al 27 de marzo de 2013)
Ignacio Fernández López (PSOE) (desde el 27 de marzo de 2013
- Gobierno municipal: PSOE

| Partido                                                         | votos         | % votos           | Ediles |
| --------------------------------------------------------------- | ------------- | ----------------- | ------ |
| Partido Socialista Obrero Español Partido Popular Foro Asturias | 1.878 793 623 | 51,09 21,57 16,95 | 8 3 2  |

### Degaña
- Alcalde: José Manuel Fernández Menéndez (PP)
- Gobierno municipal: PP (en minoría)

| Partido                                                                      | votos       | % votos           | Ediles |
| ---------------------------------------------------------------------------- | ----------- | ----------------- | ------ |
| Partido Popular Partido Socialista Obrero Español Izquierda Unida-Los Verdes | 354 318 110 | 42,09 37,81 13,08 | 4 1    |

### El Franco
- Alcalde: Cecilia Pérez Sánchez (PSOE)
- Gobierno municipal: PSOE (en minoría)

| Partido                                                                                    | votos             | % votos                 | Ediles  |
| ------------------------------------------------------------------------------------------ | ----------------- | ----------------------- | ------- |
| Partido Socialista Obrero Español Partido Popular Foro Asturias Izquierda Unida-Los Verdes | 1.192 667 399 263 | 46,26 25,88 15,48 10,21 | 5 3 2 1 |

### Gijón
- Alcalde: Carmen Moriyón Entrialgo (FAC)
- Gobierno municipal: FAC (en minoría; con el apoyo del PP en la investidura)

| Partido                                                                                    | votos                       | % votos                 | Ediles   |
| ------------------------------------------------------------------------------------------ | --------------------------- | ----------------------- | -------- |
| Partido Socialista Obrero Español Foro Asturias Partido Popular Izquierda Unida-Los Verdes | 47.583 42.680 28.253 15.897 | 31,56 28,31 18,74 10,55 | 10 9 5 3 |

### Gozón
- Alcalde: Salvador Marcelino Fernández Vega (PP) (hasta el 8 de noviembre de 2012)

Ramón Manuel Artime Fernández (PP) (desde el 8 de noviembre de 2012)
- Gobierno municipal: PP (en minoría)

| Partido                                                                                    | votos                 | % votos                 | Ediles  |
| ------------------------------------------------------------------------------------------ | --------------------- | ----------------------- | ------- |
| Partido Popular Partido Socialista Obrero Español Izquierda Unida-Los Verdes Foro Asturias | 2.466 1.624 1.002 751 | 40,25 26,51 16,36 12,26 | 7 5 3 2 |

### Grado
- Alcalde: Antonio Rey González (PP)
- Gobierno municipal: PP, AIGRAS y FAC (hasta el 27 de marzo de 2013)

PP y FAC (en minoría; desde el 27 de marzo de 2013)
| Partido | votos                   | % votos                      | Ediles |
| --- | ----------------------- | ---------------------------- | ------ |
| Izquierda Unida-Los Verdes Partido Popular Partido Socialista Obrero Español Agrupación Independiente de Grado-Asturias Foro Asturias | 2.010 1.951 727 644 563 | 32,43 31,48 11,73 11,28 9,08 | 6 2 1  |

### Grandas de Salime
- Alcalde: Eustaquio Revilla Villegas (PSOE)
- Gobierno municipal: PSOE

| Partido                                                       | votos       | % votos           | Ediles |
| ------------------------------------------------------------- | ----------- | ----------------- | ------ |
| Partido Socialista Obrero Español Partido Popular Grandaleses | 425 187 105 | 54,49 23,97 13,46 | 6 2 1  |

### Ibias
- Alcalde: José Ron Méndez (FAC)
- Gobierno municipal: FAC (en minoría)

| Partido | votos           | % votos                 | Ediles |
| --- | --------------- | ----------------------- | ------ |
| Foro Asturias Alternativa Socialista de Ibias Partido Socialista Obrero Español Izquierda Unida-Los Verdes | 382 315 168 113 | 35,27 29,09 15,51 10,43 | 4 3 1  |

### Illano
- Alcalde: Leandro López Fernández (PSOE)
- Gobierno municipal: PSOE (en minoría)

| Partido                                                                      | votos     | % votos         | Ediles |
| ---------------------------------------------------------------------------- | --------- | --------------- | ------ |
| Partido Socialista Obrero Español Izquierda Unida-Los Verdes Partido Popular | 161 97 84 | 46,8 28,2 24,42 | 3 2    |

### Illas
- Alcalde: Fernando Alberto Tirador Martínez (IU-LV)
- Gobierno municipal: IU-LV

| Partido                                    | votos   | % votos     | Ediles |
| ------------------------------------------ | ------- | ----------- | ------ |
| Izquierda Unida-Los Verdes Partido Popular | 548 131 | 73,66 17,61 | 8 1    |

### Langreo
- Alcalde: María Esther Díaz García (PSOE) (hasta el 29 de mayo de 2012)

María Fernández Álvarez (PSOE) (desde el 29 de mayo de 2012)
- Gobierno municipal: PSOE (en minoría)

| Partido | votos                         | % votos                      | Ediles |
| --- | ----------------------------- | ---------------------------- | ------ |
| Partido Socialista Obrero Español Partido Popular Foro Asturias Izquierda Unida-Los Verdes Frente de la Izquierda | 6.957 4.101 4.039 3.825 2.288 | 30,88 18,2 17,92 16,97 10,15 | 7 4 2  |

### Las Regueras
- Alcalde: María Isabel Méndez Ramos (PSOE)
- Gobierno municipal: PSOE (en minoría)

| Partido | votos           | % votos                | Ediles  |
| --- | --------------- | ---------------------- | ------- |
| Partido Socialista Obrero Español Agrupación de Electores Independientes de Las Regueras Partido Popular Foro Asturias | 605 307 297 151 | 43,28 21,96 21,24 10,8 | 5 3 2 1 |

### Laviana
- Alcalde: Adrián Barbón Rodríguez (PSOE)
- Gobierno municipal: PSOE (en minoría)

| Partido                                                                          | votos                   | % votos                 | Ediles |
| -------------------------------------------------------------------------------- | ----------------------- | ----------------------- | ------ |
| Partido Socialista Obrero Español Partido Popular Izquierda Unida-Los Verdes FAC | 3.118 1.312 1.240 1.227 | 39,09 16,45 15,54 15,38 | 8 3    |

### Lena
- Alcalde: Ramón Arguelles Cordero (IU-LV)
- Gobierno municipal: IU-LV

| Partido | votos                   | % votos                    | Ediles  |
| --- | ----------------------- | -------------------------- | ------- |
| Izquierda Unida-Los Verdes Partido Socialista Obrero Español Partido Popular Foro Asturias Bloque por Asturies-Unidá Nacionalista Asturiana | 3.201 1.368 983 593 378 | 46,98 20,08 14,33 8,7 5,55 | 9 4 2 1 |

### Llanera
- Alcalde: José Avelino Sánchez Menéndez (PP)
- Gobierno municipal: PP (en minoría)

| Partido                                                                                    | votos                 | % votos                 | Ediles |
| ------------------------------------------------------------------------------------------ | --------------------- | ----------------------- | ------ |
| Partido Popular Partido Socialista Obrero Español Foro Asturias Izquierda Unida-Los Verdes | 3.344 1.942 1.077 885 | 42,46 24,66 13,68 11,24 | 8 5 2  |

### Llanes
- Alcalde: María Dolores Álvarez Campillo (PSOE)
- Gobierno municipal: PSOE

| Partido                                                         | votos             | % votos          | Ediles |
| --------------------------------------------------------------- | ----------------- | ---------------- | ------ |
| Partido Socialista Obrero Español Foro Asturias Partido Popular | 3.790 2.170 1.562 | 44,53 25,5 18,35 | 9 5 3  |

### Mieres
- Alcalde: Aníbal José Vázquez Fernández (IU-LV)
- Gobierno municipal: IU-LV (en minoría)

| Partido                                                                                    | votos                   | % votos                | Ediles   |
| ------------------------------------------------------------------------------------------ | ----------------------- | ---------------------- | -------- |
| Izquierda Unida-Los Verdes Partido Socialista Obrero Español Partido Popular Foro Asturias | 9.807 5.416 4.438 1.843 | 41,54 22,94 18,78 7,81 | 10 5 4 2 |

### Morcín
- Alcalde: Jesús Álvarez Barbao (PSOE)
- Gobierno municipal: PSOE (en minoría)

| Partido | votos               | % votos                     | Ediles |
| --- | ------------------- | --------------------------- | ------ |
| Partido Socialista Obrero Español Izquierda Unida-Los Verdes Foro Asturias Partido Popular Agrupación Morciniega Independiente | 746 338 306 296 176 | 39,49 17,89 16,2 15,67 9,32 | 5 2 1  |

### Muros del Nalón
- Alcalde: María del Carmen Arango Sánchez (PSOE)
- Gobierno municipal: PSOE

| Partido                                                                                    | votos           | % votos                 | Ediles |
| ------------------------------------------------------------------------------------------ | --------------- | ----------------------- | ------ |
| Partido Socialista Obrero Español Foro Asturias Izquierda Unida-Los Verdes Partido Popular | 706 236 187 177 | 53,08 17,74 14,06 13,31 | 5 2 1  |

### Nava
- Alcalde: Emilio Ballesteros Baños (APN)
- Gobierno municipal: APN, FAC y PP

| Partido | votos             | % votos                 | Ediles |
| --- | ----------------- | ----------------------- | ------ |
| Partido Socialista Obrero Español Asturianistes por Nava-Compromisu por Asturies Foro Asturias Partido Popular | 1.114 723 623 601 | 33,96 22,04 18,93 18,38 | 5 3 2  |

### Navia
- Alcalde: Ignacio García Palacios (PSOE)
- Gobierno municipal: PSOE

| Partido                                               | votos           | % votos          | Ediles |
| ----------------------------------------------------- | --------------- | ---------------- | ------ |
| Partido Socialista Obrero Español Partido Popular FAC | 2.542 1.995 417 | 47,36 37,17 7,77 | 7 5 1  |

### Noreña
- Alcalde: César Movilla Anta (PSOE)
- Gobierno municipal: PSOE e IDEAS (en minoría)

| Partido | votos                       | % votos                               | Ediles  |
| --- | --------------------------- | ------------------------------------- | ------- |
| Partido Socialista Obrero Español Independientes por Noreña Partido Popular Frente de la Izquierda Foro Asturias Conceyu Abiertu Independientes de Asturias | 695 639 417 307 298 267 181 | 22,47 20,66 13,48 9,93 9,63 8,63 5,85 | 4 3 2 1 |

### Onís
- Alcalde: José Manuel Abeledo Viesca (PSOE)
- Gobierno municipal: PSOE

| Partido                                           | votos   | % votos     | Ediles |
| ------------------------------------------------- | ------- | ----------- | ------ |
| Partido Socialista Obrero Español Partido Popular | 486 112 | 80,07 18,45 | 6 1    |

### Oviedo
- Alcalde: Gabino de Lorenzo Ferrera (PP) (hasta el 10 de enero de 2012)

Agustín Iglesias Caunedo (PP) (desde el 10 de enero de 2012)
- Gobierno municipal: PP (en minoría)

| Partido                                                                                                   | votos                       | % votos                 | Ediles   |
| --- | --------------------------- | ----------------------- | -------- |
| Partido Popular Foro Asturias Partido Socialista Obrero Español Izquierda Unida-Los Verdes-Independientes | 39.736 24.314 23.886 13.894 | 33,79 20,67 20,31 11,39 | 11 7 6 3 |

### Parres
- Alcalde: José Marcos Gutiérrez Escandón (PSOE)
- Gobierno municipal: PSOE

| Partido                                                                                         | votos             | % votos                | Ediles  |
| ----------------------------------------------------------------------------------------------- | ----------------- | ---------------------- | ------- |
| Partido Socialista Obrero Español Foro Asturias Partido Popular Partido Independiente de Parres | 1.444 741 583 244 | 42,46 21,79 17,14 7,17 | 7 3 2 1 |

### Peñamellera Alta
- Alcalde: Rosa María Domínguez de Posada Puertas (FAC)
- Gobierno municipal: FAC

| Partido                                                         | votos      | % votos          | Ediles |
| --------------------------------------------------------------- | ---------- | ---------------- | ------ |
| Foro Asturias Partido Socialista Obrero Español Partido Popular | 296 120 62 | 60,66 24,59 12,7 | 4 2 1  |

### Peñamellera Baja
- Alcalde: José Manuel Fernández Díaz (PP)
- Gobierno municipal: PP

| Partido                                                         | votos       | % votos           | Ediles |
| --------------------------------------------------------------- | ----------- | ----------------- | ------ |
| Partido Popular Partido Socialista Obrero Español Foro Asturias | 621 205 113 | 62,79 20,73 11,43 | 6 2 1  |

### Pesoz
- Alcalde: José Manuel Valledor Pereda (PSOE)
- Gobierno municipal: PSOE

| Candidato | Partido | votos          |
| --- | ------- | -------------- |
| José Manuel Valledor Pereda Marta Allonca Díaz José Manuel Mera Monteserín Lucía Valledor Pereiras Fernando José Vilabrille Álvarez | PSOE PP | 95 86 82 67 46 |

### Piloña
- Alcalde: María del Carmen Barrera Fernández (PSOE)
- Gobierno municipal: PSOE (en minoría)

| Partido                                                                                    | votos               | % votos               | Ediles |
| ------------------------------------------------------------------------------------------ | ------------------- | --------------------- | ------ |
| Partido Socialista Obrero Español Partido Popular Foro Asturias Izquierda Unida-Los Verdes | 1.864 1.691 587 356 | 38,14 34,6 12,01 7,28 | 6 5 1  |

### Ponga
- Alcalde: Cándido Vega Díaz (FAC) (hasta el 28 de diciembre de 2012)

Cándido Vega Díaz (GMX) (desde el 28 de diciembre de 2012)
- Gobierno municipal: FAC (hasta el 28 de diciembre de 2012)

GMX y FAC (desde el 28 de diciembre de 2012)
| Partido                                                                    | votos      | % votos           | Ediles |
| -------------------------------------------------------------------------- | ---------- | ----------------- | ------ |
| Foro Asturias Partido Socialista Obrero Español Izquierda Unida-Los Verdes | 288 153 71 | 53,23 28,28 13,12 | 4 2 1  |

### Pravia
- Alcalde: Antonio Silverio de Luis Solar (PSOE)
- Gobierno municipal: PSOE

| Partido                                                                         | votos               | % votos                | Ediles |
| ------------------------------------------------------------------------------- | ------------------- | ---------------------- | ------ |
| Partido Socialista Obrero Español Foro Asturias Partido Popular Unidad Praviana | 2.612 1.370 628 485 | 47,88 25,11 11,51 8,89 | 7 4 1  |

### Proaza
- Alcalde: Ramón Fernández García (PSOE)
- Gobierno municipal: PSOE

| Partido                                         | votos   | % votos    | Ediles |
| ----------------------------------------------- | ------- | ---------- | ------ |
| Partido Socialista Obrero Español Foro Asturias | 344 214 | 54,31 34,8 | 4 3    |

### Quirós
- Alcalde: Ovidio García García (PSOE)
- Gobierno municipal: PSOE

| Partido | votos       | % votos           | Ediles |
| --- | ----------- | ----------------- | ------ |
| Partido Socialista Obrero Español Independientes de Asturias Izquierda Unida-Bloque por Asturies-Los Verdes | 428 211 181 | 44,96 22,16 19,01 | 5 2    |

### Ribadedeva
- Alcalde: Jesús Bordás Rodríguez (PSOE)
- Gobierno municipal: PSOE

| Partido                                                         | votos       | % votos           | Ediles |
| --------------------------------------------------------------- | ----------- | ----------------- | ------ |
| Partido Socialista Obrero Español Partido Popular Foro Asturias | 579 249 240 | 54,74 20,34 19,61 | 5 2    |

### Ribadesella
- Alcalde: Rosario Montserrat Fernández Román (FAC)
- Gobierno municipal: FAC (en minoría)

| Partido                                                                                    | votos             | % votos                 | Ediles |
| ------------------------------------------------------------------------------------------ | ----------------- | ----------------------- | ------ |
| Foro Asturias Partido Socialista Obrero Español Izquierda Unida-Los Verdes Partido Popular | 1.252 940 605 604 | 34,04 25,56 16,45 16,42 | 5 4 2  |

### Ribera de Arriba
- Alcalde: José Ramón García Saiz (PSOE)
- Gobierno municipal: PSOE

| Partido                                                                                    | votos           | % votos                 | Ediles |
| ------------------------------------------------------------------------------------------ | --------------- | ----------------------- | ------ |
| Partido Socialista Obrero Español Izquierda Unida-Los Verdes Partido Popular Foro Asturias | 599 204 191 160 | 50,29 17,13 16,04 13,43 | 5 2 1  |

### Riosa
- Alcalde: José Antonio Muñiz Álvarez (PSOE)
- Gobierno municipal: PSOE

| Partido                                                                      | votos       | % votos           | Ediles |
| ---------------------------------------------------------------------------- | ----------- | ----------------- | ------ |
| Partido Socialista Obrero Español Izquierda Unida-Los Verdes Partido Popular | 607 457 161 | 47,38 35,68 12,57 | 6 4 1  |

### Salas
- Alcalde: Sergio Hidalgo Alonso (FAC)
- Gobierno municipal: FAC (en minoría; con el apoyo del PP en la investidura)

| Partido                                                         | votos           | % votos          | Ediles |
| --------------------------------------------------------------- | --------------- | ---------------- | ------ |
| Partido Socialista Obrero Español Foro Asturias Partido Popular | 1.672 1.318 493 | 44,77 35,29 13,2 | 6 5 2  |

### San Martín de Oscos
- Alcalde: José Antonio Martínez Rodil (PSOE)
- Gobierno municipal: PSOE

| Partido                                                                      | votos     | % votos           | Ediles |
| ---------------------------------------------------------------------------- | --------- | ----------------- | ------ |
| Partido Socialista Obrero Español Partido Popular Izquierda Unida-Los Verdes | 217 96 90 | 53,85 23,82 22,33 | 4 2 1  |

### San Martín del Rey Aurelio
- Alcalde: Enrique Fernández Rodríguez (PSOE)
- Gobierno municipal: PSOE (en minoría)

| Partido                                                                                    | votos                 | % votos                | Ediles  |
| ------------------------------------------------------------------------------------------ | --------------------- | ---------------------- | ------- |
| Partido Socialista Obrero Español Izquierda Unida-Los Verdes Partido Popular Foro Asturias | 3.973 2.577 2.129 857 | 38,69 25,09 20,73 8,35 | 7 5 4 1 |

### San Tirso de Abres
- Alcalde: María Goretti Quintana Rey (PP)
- Gobierno municipal: PP

| Partido                                                                      | votos     | % votos          | Ediles |
| ---------------------------------------------------------------------------- | --------- | ---------------- | ------ |
| Partido Popular Partido Socialista Obrero Español Izquierda Unida-Los Verdes | 254 87 54 | 63,34 21,7 13,47 | 5 1    |

### Santa Eulalia de Oscos
- Alcalde: Antonio Riveras Díaz (IU-LV)
- Gobierno municipal: IU-LV

| Partido                                                      | votos   | % votos  | Ediles |
| ------------------------------------------------------------ | ------- | -------- | ------ |
| Izquierda Unida-Los Verdes Partido Socialista Obrero Español | 243 164 | 58 39,14 | 4 3    |

### Santo Adriano
- Alcalde: Juan José Álvarez Fernández (PSOE)
- Gobierno municipal: PSOE

| Candidato | Partido | votos          |
| --- | ------- | -------------- |
| Juan José Álvarez Fernández Astor García Álvarez José Avelino Díaz Martínez Manuel Antonio García Méndez Beatriz Peláez García | PSOE PP | 96 76 75 60 38 |

### Sariego
- Alcalde: Francisco Javier Parajón Vigil (PROMUSA)
- Gobierno municipal: PROMUSA

| Partido                                                                       | votos      | % votos         | Ediles |
| ----------------------------------------------------------------------------- | ---------- | --------------- | ------ |
| Progreso Municipal de Sariego Foro Asturias Partido Socialista Obrero Español | 515 165 90 | 53,7 17,21 9,38 | 6 2 1  |

### Siero
- Alcalde: Guillermo Martínez Suárez (PSOE) (hasta el 2 de marzo de 2012)

Eduardo Martínez Llosa (FAC) (desde el 2 de marzo de 2012)
- Gobierno municipal: PSOE (en minoría; hasta el 2 de marzo de 2012)

FAC, tránsfugas del PP, PVF y CONCEYU ("Los Trece") (desde el 2 de marzo de 2012)
| Partido | votos                               | % votos                         | Ediles    |
| --- | ----------------------------------- | ------------------------------- | --------- |
| Partido Socialista Obrero Español Foro Asturias Partido Popular Izquierda Unida-Los Verdes Plataforma Vecinal de La Fresneda Conceyu Astur | 6.201 5.516 5.386 2.642 1.900 1.365 | 23,2 20,64 20,15 9,89 7,11 5,11 | 7 6 3 2 1 |

### Sobrescobio
- Alcalde: Marcelino Martínez Menéndez (PSOE)
- Gobierno municipal: PSOE

| Partido                                                                      | votos      | % votos          | Ediles |
| ---------------------------------------------------------------------------- | ---------- | ---------------- | ------ |
| Partido Socialista Obrero Español Partido Popular Izquierda Unida-Los Verdes | 408 116 95 | 60,99 17,34 14,2 | 5 1    |

### Somiedo
- Alcalde: Belarmino Fernández Fervienza (PSOE)
- Gobierno municipal: PSOE

| Partido                                         | votos   | % votos     | Ediles |
| ----------------------------------------------- | ------- | ----------- | ------ |
| Partido Socialista Obrero Español Foro Asturias | 563 222 | 65,85 25,96 | 7 2    |

### Soto del Barco
- Alcalde: Jaime José Menéndez Corrales (CISB)
- Gobierno municipal: CISB

| Partido | votos             | % votos                | Ediles |
| --- | ----------------- | ---------------------- | ------ |
| Candidatura Independiente de Soto del Barco Partido Socialista Obrero Español Partido Popular Foro Asturias | 1.321 541 463 245 | 47,33 19,38 16,59 8,78 | 6 2 1  |

### Tapia de Casariego
- Alcalde: Manuel Jesús González Díaz (APT)
- Gobierno municipal: APT y PSOE

| Partido                                                                               | votos           | % votos                | Ediles |
| ------------------------------------------------------------------------------------- | --------------- | ---------------------- | ------ |
| Partido Popular Alternativa por Tapia Partido Socialista Obrero Español Foro Asturias | 879 813 572 319 | 32,76 30,3 21,32 11,89 | 4 2 1  |

### Taramundi
- Alcalde: Eduardo Lastra Pérez (PSOE)
- Gobierno municipal: PSOE

| Partido                                           | votos  | % votos     | Ediles |
| ------------------------------------------------- | ------ | ----------- | ------ |
| Partido Socialista Obrero Español Partido Popular | 411 84 | 74,59 15,25 | 6 1    |

### Teverga
- Alcalde: José Belarmino Álvarez Arias (PSOE)
- Gobierno municipal: PSOE (en minoría)

| Partido                                                                                               | votos           | % votos                 | Ediles |
| --- | --------------- | ----------------------- | ------ |
| Partido Socialista Obrero Español Independientes por Teverga Izquierda Unida-Los Verdes Foro Asturias | 466 294 239 204 | 36,04 22,74 18,48 15,78 | 4 2 1  |

### Tineo
- Alcalde: Marcelino Marcos Líndez (PSOE) (hasta el 2 de junio de 2012)

José Ramón Feito Lorences (PSOE) (desde el 2 de junio de 2012)
- Gobierno municipal: PSOE

| Partido                                                         | votos           | % votos          | Ediles |
| --------------------------------------------------------------- | --------------- | ---------------- | ------ |
| Partido Socialista Obrero Español Partido Popular Foro Asturias | 4.094 1.490 584 | 62,76 22,84 8,95 | 12 4 1 |

### Valdés
- Alcalde: José Modesto Vallejo Ibáñez (FAC)
- Gobierno municipal: FAC, PP y URAS-PAS

| Partido | votos                     | % votos                  | Ediles  |
| --- | ------------------------- | ------------------------ | ------- |
| Partido Socialista Obrero Español Foro Asturias Partido Popular Unión Renovadora Asturiana-Partíu Asturianista Izquierda Unida-Los Verdes | 3.105 1.959 1.435 454 389 | 41 25,86 18,95 5,99 5,14 | 7 5 3 1 |

### Vegadeo
- Alcalde: María Begoña Calleja Quijada (PP)
- Gobierno municipal: PP y FAC

| Partido                                                         | votos           | % votos          | Ediles |
| --------------------------------------------------------------- | --------------- | ---------------- | ------ |
| Partido Popular Partido Socialista Obrero Español Foro Asturias | 1.222 1.195 223 | 44,32 43,34 8,09 | 5 1    |

### Villanueva de Oscos
- Alcalde: José Antonio González Braña (PSOE)
- Gobierno municipal: PSOE

| Partido                                           | votos  | % votos    | Ediles |
| ------------------------------------------------- | ------ | ---------- | ------ |
| Partido Socialista Obrero Español Partido Popular | 185 32 | 72,27 12,5 | 6 1    |

### Villaviciosa
- Alcalde: José Manuel Felgueres Abad (PP)
- Gobierno municipal: PP (en minoría)

| Partido                                                                                    | votos                 | % votos                | Ediles |
| ------------------------------------------------------------------------------------------ | --------------------- | ---------------------- | ------ |
| Partido Popular Foro Asturias Partido Socialista Obrero Español Independientes de Asturias | 2.571 2.348 2.113 540 | 29,39 26,84 24,15 6,17 | 6 5 1  |

### Villayón
- Alcalde: Ramón Rodríguez González (PP)
- Gobierno municipal: PP

| Partido                                                                      | votos       | % votos          | Ediles |
| ---------------------------------------------------------------------------- | ----------- | ---------------- | ------ |
| Partido Popular Independientes de Asturias Partido Socialista Obrero Español | 643 287 244 | 52,4 23,39 19,89 | 5 2    |

### Yernes y Tameza
- Alcalde: José Ramón Fernández Díaz (PP)
- Gobierno municipal: PP

| Candidato | Partido  | votos          |
| --- | -------- | -------------- |
| José Ramón Fernández Díaz Ramón González Fernández María Estrella Álvarez Fernández José Delfín García Fernández Braulio García Álvarez | PP IU-LV | 89 82 65 58 45 |